# Talp de Sibèria
El talp de Sibèria (Talpa altaica) és una espècie de mamífer de la família dels tàlpids. Viu al nord de Mongòlia i a través de la zona de taigà siberià de Rússia.